# Кырач, Суна
Суна Кырач (тур. Suna Kıraç; 3 июня 1941, Анкара, Турция — 15 июля 2020, Стамбул, Турция) — турецкая бизнес-леди, миллиардер и заместитель председателя правления Koç Holding.

## Биография
Суна Коч родилась 3 июня 1941 года в семье Вехби Коча, самого богатого бизнесмена Турции, и его жены Садберк.
Окончила Американский женский колледж в Арнавуткёй, а затем — Босфорский Университет (факультет банковского дела и финансов). В 1999 году Суна Коч была награждена «Почетным членством» Лондонской школы бизнеса за выдающиеся навыки управления и лидерства, а также за вклад в Koç Holding, деловой мир и образование турецких детей. Позже она стала вице-президентом Koç Holding.
Суна Коч вышла замуж за одного из руководителей Koç Holding Инана Кырач. Они удочерили четырёхмесячную девочку по имени Ипек на 15-м году брака.
Суна Кырач, которая продолжала работать над созданием аудитории и культурного центра мирового класса в Стамбуле, продала более 100 000 экземпляров книги «Ömrümden Uzun İdeallerim Var», опубликованных в 2006 году. Весь доход был передан Турецкому образовательному добровольческому фонду.

## Вклад
Суна Кырач и её муж создали фонд культуры и образования. В 2005 году фонд открыл музей Пера, в котором представлены три ценные коллекции произведений искусства семьи Кырач. 1 марта 2007 года открыли Станбульский научно-исследовательский институт.

## Богатство
В 2017 году Суна Кырач заняла восьмое место в списке «100 самых богатых турок» по версии журнала Forbes с состоянием в 2 миллиарда долларов. В 2020 году опустилась в списке до тринадцатого места с состоянием 1,6 миллиарда долларов.

## Мероприятия
● Член правления Фонда Вехби Коча
● Член Попечительского совета Университета Коч
● Член правления частной средней школы Коч
● Член попечительского совета Турецкого фонда образования
● Член попечительского совета Роберт Колледж
● Член-основатель и член Попечительского совета Турецкого образовательного добровольческого фонда
● Член Совета Фонда планирования семьи Турции

## Награды
23 сентября 1997 года Суна Кырач награждена государственной медалью Турецкой Республики «За выдающиеся заслуги» Советом министров Турции за вклад в образование, здравоохранение и социальные услуги в стране. Она получила награду от президента Сулеймана Демиреля 27 октября 1997 года.
В 2008 году вместе с Инаном Кырач получили Почётную премию Стамбула по туризму благодаря вкладу музея Пера и Стамбульского научно-исследовательского института.

## Болезнь и смерть
Суна Кырач в течение долгих лет боролась с болезнью БАС (боковой амиотрофический склероз), во время которой могла общаться только с помощью глаз. Первые симптомы болезни появились у неё после смерти отца. В 1996 году она заболела афонией, а через год начала шепелявить. В Хьюстонской Методической больнице ей поставили диагноз. В 2000 году Кырач была парализована.
15 сентября 2020 года умерла в Стамбуле в возрасте 79 лет и похоронена на кладбище Зинджирликую 16 сентября 2020 года.